# Søstrene Grene

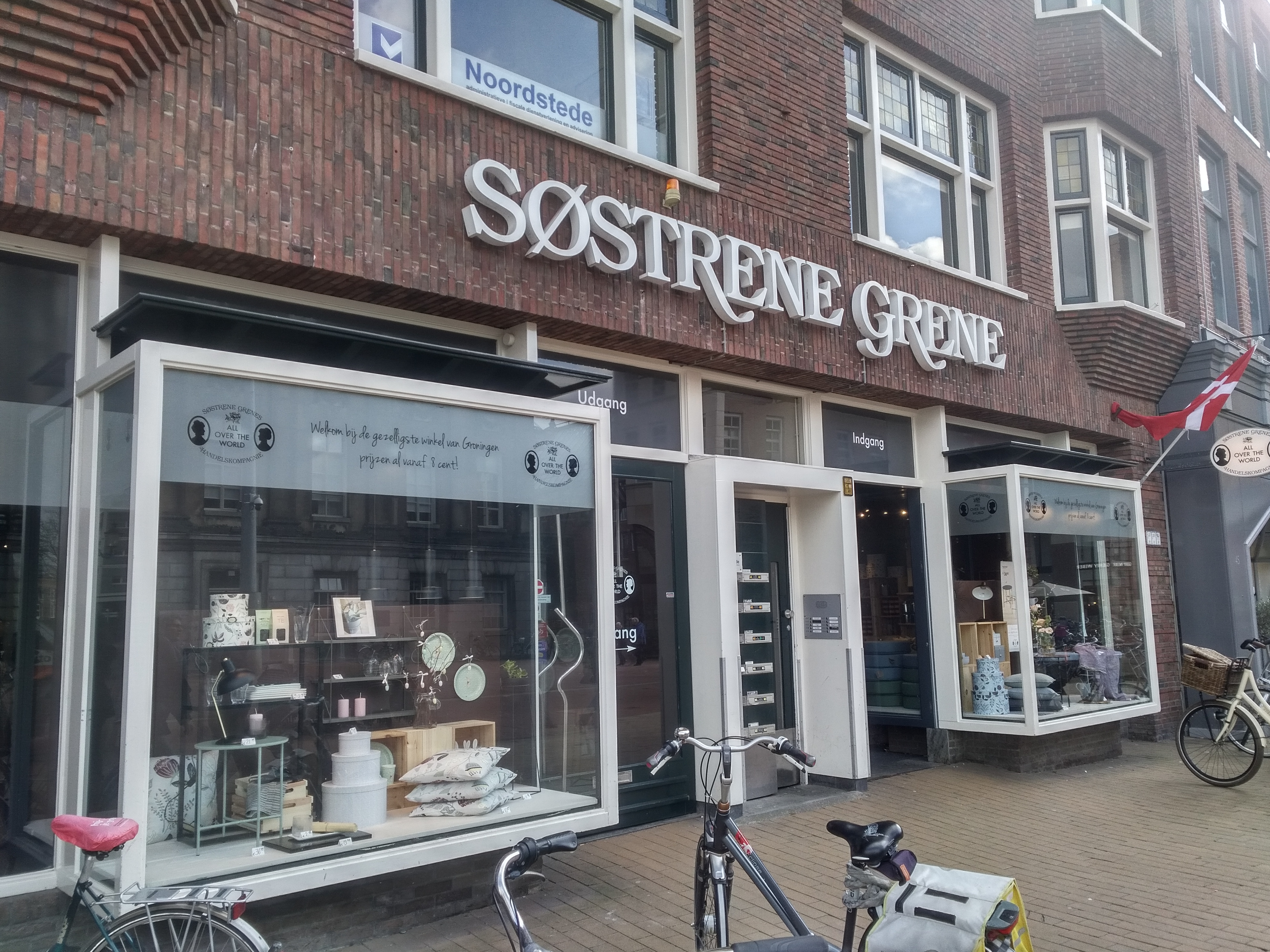
Søstrene Grene-butik i Nederländerna.

Søstrene Grene (översatt till “Systrarna Grene”) är en dansk detaljhandelskedja som grundades i Århus 1973 av Inger Grene och Knud Cresten Vaupell Olsen. “Grene” är grundarnas familjenamn. Företagets huvudkontor ligger i Århus och flyttades till Parkhusene vid Århus Ø i april 2017 .
I logotypen står det ”Søstrene Grenes handelskompagnie”, men kedjan kallas bara för Søstrene Grene.
Idag är Mikkel Grene VD för företaget  och han är son till grundarna. Hans bror, Cresten Grene, är Creative Director (kreativt ansvarig) och bröderna äger och driver familjeföretaget tillsammans.

## Butikskoncept
Søstrene Grenes butiker är formade som labyrinter där det säljs skandinavisk design, hemtillbehör, köksartiklar, presenter, brevpapper, inredning med mera. 
På skyltarna, genom hela butiken och i företagsloggan, har de fiktiva systrarna Anna och Clara varit närvarande sedan 1973. Dessa två systrar är värdinnorna i alla Søstrene Grenes berättelser. Anna och Claras personligheter bygger på personligheterna hos Inger Grenes två fastrar och tillsammans representerar Anna och Clara de värderingar som Søstrene Grene står för.

## Butiker
Den första Søstrene Grene-butiken öppnade 1973 på första våningen i Søndergade 11 i Århus. Kedjan expanderade med butiker i Aalborg och Herning 1989 och expansionen fortsatte under hela 1990- och 2000-talet. År 2005 öppnade kedjan i Reykjavik och butikerna i Stavanger och Malmö öppnade 2006.
Under 2015 öppnade företaget 20 nya butiker i Danmark. Idag finns Søstrene Grene på 15 olika marknader:  Danmark, Norge, Sverige, Finland, Island, Japan, England, Irland, Nordirland, Nederländerna, Spanien, Frankrike, Färöarna, Tyskland, Schweiz och Österrike.